# Кларк, Лоренс
Сэр Чарльз Лоренс Сомерсет Кларк, 7-й баронет (англ. Sir Charles Lawrence Somerset Clarke, 7th Baronet; род. 12 марта 1990[…], Лондон) — британский легкоатлет, специалист по барьерному бегу. Выступал за сборные Англии и Великобритании по лёгкой атлетике в 2008—2016 годах, чемпион Европы среди юниоров, обладатель бронзовой медали Игр Содружества, многократный победитель и призёр первенств национального значения, участник двух летних Олимпийских игр.

## Биография
Лоренс Кларк родился 12 марта 1990 года в Вестминстере, Лондон, Англия. Сын известного британского бизнесмена Тоби Кларка, от которого унаследовал титул баронета.
Окончил Итонский колледж, Бристольский университет, Университет в Бате.
Впервые заявил о себе в лёгкой атлетике на международном уровне в сезоне 2008 года, когда вошёл в состав английской сборной и выступил на юношеских Играх Содружества в Пуне, где в беге на 110 метров с барьерами стал четвёртым.
В 2009 году в той же дисциплине одержал победу на юниорском европейском первенстве в Нови-Саде.
Начиная с 2010 года выступал среди взрослых спортсменов, в частности выиграл бронзовую медаль на Играх Содружества в Дели.
В 2011 году участвовал в чемпионате Европы в помещении в Париже, в барьерном беге на 110 метров победил на чемпионате Великобритании, взял бронзу на молодёжном европейском первенстве в Остраве, стартовал на чемпионате мира в Тэгу.
Благодаря череде удачных выступлений удостоился права защищать честь страны на летних Олимпийских играх 2012 года в Лондоне — в программе бега на 110 метров в полуфинале установил свой личный рекорд — 13,31, тогда как в решающем забеге с результатом 13,39 пришёл к финишу четвёртым.
После лондонской Олимпиады Кларк повредил запястье и в связи с травмой вынужден был полностью пропустить сезон 2013 года.
В 2014 году вернулся на международную арену, занял восьмое место на Играх Содружества в Глазго, вышел в финал на чемпионате Европы в Цюрихе — в финале участия не принимал из-за травмы.
В 2015 году стал пятым в беге на 60 метров на чемпионате Европы в помещении в Праге. На дистанции 110 метров был третьим на командном чемпионате Европы в Чебоксарах, дошёл до полуфинала на чемпионате мира в Пекине.
В 2016 году дошёл до полуфиналов на чемпионате мира в помещении в Портленде и на чемпионате Европы в Амстердаме. Выполнив олимпийский квалификационный норматив, благополучно прошёл отбор на Олимпийские игры в Рио-де-Жанейро — здесь в 110-метровом барьерном беге с результатом 13,46 так же остановился на стадии полуфиналов.
По завершении спортивной карьеры работал инвестиционным банкиром в компании Citigroup.